# Saint-Germain-de-Prinçay
Saint-Germain-de-Prinçay település Franciaországban, Vendée megyében. Lakosainak száma 1629 fő (2022. január 1.). Saint-Germain-de-Prinçay Chantonnay, Mouchamps, Sainte-Cécile, Saint-Prouant, Saint-Vincent-Sterlanges és Sigournais községekkel határos.

## Népesség
A település népessége az elmúlt években az alábbi módon változott:
| Lakosok száma | 1507 | 1515 | 1534 | 1535 | 1566 | 1598 | 1600 | 1606 | 1629 |
|               | 2013 | 2015 | 2016 | 2017 | 2018 | 2019 | 2020 | 2021 | 2022 |